# Loïc Collomb-Patton
Loïc Collomb-Patton (* 6. September 1986 in La Clusaz, Haute-Savoie) ist ein ehemaliger französischer Freestyle- und Freeride-Skier. Bevor er die Sportart wechselte, war er auf die Freeski-Disziplin Halfpipe spezialisiert. Bei den Weltmeisterschaften 2005 gewann er in dieser Disziplin die Silbermedaille, auf der Freeride World Tour kürte er sich 2014 und 2016 zum Weltmeister.

## Biografie
Loïc Collomb-Patton erlernte das Skifahren im Alter von zwei Jahren von seinem Großvater. Nachdem er seine Laufbahn mit Skirennen begonnen hatte, wandte er sich Buckelpiste und Halfpipe zu und spezialisierte sich schließlich auf letztere.
Nachdem er gerade einmal einen FIS-Wettkampf bestritten hatte, gewann Collomb-Patton bei den Weltmeisterschaften 2005 in Ruka die Silbermedaille in der Halfpipe. Er musste sich in diesem erstmals auf dem WM-Programm stehenden Wettbewerb nur seinem Landsmann Mathias Wecxsteen geschlagen geben. Im selben Jahr entschied er erstmals die NZ Open Pipe and Slopestyle für sich. 2006 wurde er zu den X-Games in Aspen eingeladen und verpasste als Superpipe-Vierter nur knapp einen weiteren Medaillengewinn. Erst zwei Jahre später gab er sein Debüt im Freestyle-Skiing-Weltcup, kam in zwei Wintern aber nie über den siebenten Platz (Valmalenco 2008) hinaus. Bei den Weltmeisterschaften in Inawashiro wurde er Zehnter.
2012 nahm Collomb-Potton in seinem Heimatort La Clusaz erstmals an einem Qualifikationswettbewerb zur Freeride World Tour (FWQ) teil. Im folgenden Winter beendete er die FWQ-Serie nach zwei Siegen in Hochfügen und Nendaz sowie zwei vierten Plätzen als Gesamtsechster und sicherte sich damit einen Fixplatz für die World Tour 2014. In seinem ersten Jahr auf der World Tour gewann er gleich die ersten beiden Wettkämpfe in Courmayeur und Chamonix und kürte sich dank eines dritten Platzes beim Saisonfinale in Verbier auf Anhieb zum Weltmeister. 2015 wiederholte er seinen Sieg in Chamonix, konnte danach aber nicht mehr an den vorherigen Winter anknüpfen und musste seinen Titel abgeben. Mit einem neuerlichen Sieg am Mont Blanc und zwei zweiten Plätzen in Fieberbrunn und Haines wurde er ein Jahr später zum wiederholten Mal Weltmeister. 2017 feierte er noch einen Sieg in Haines, blieb in den folgenden Wettbewerben aber ohne Podestplätze. Seinen bis dato letzten Wettkampf auf der Tour absolvierte er 2018 in Verbier.
Während seiner aktiven Laufbahn arbeitete Collomb-Patton in den Sommermonaten als Maurer.

## Erfolge Freestyle

### Weltmeisterschaften
- Ruka 2005: 2. Halfpipe
- Inawashiro 2009: 10. Halfpipe

### Weltcup
- 3 Platzierungen unter den besten zehn

### Weltcupwertungen
| Saison  | Gesamt | Gesamt | Halfpipe | Halfpipe |
| Saison  | Platz  | Punkte | Platz    | Punkte   |
| ------- | ------ | ------ | -------- | -------- |
| 2007/08 | 47.    | 19     | 7.       | 94       |
| 2008/09 | 158.   | 2      | 34.      | 10       |

### Weitere Erfolge
- Sieg bei den NZ Open Pipe and Slopestyle 2005 und 2006
- 2. Platz bei den US Open Pipe 2006

## Erfolge Freeride
- Weltmeister der Freeride World Tour 2014 und 2016
- 5 Siege auf der Freeride World Tour

| Jahr | 1   | 2   | 3   | 4   | 5   | Punkte | WM-Rang |
| ---- | --- | --- | --- | --- | --- | ------ | ------- |
| 2014 | 1.  | 1.  | 32. | 8.  | 3.  | 8260   | 1.      |
| 2015 | 1.  | 17. | 11. | 13. | 6.  | 5905   | 6.      |
| 2016 | 10. | 1.  | 2.  | 2.  |     | 6900   | 1.      |
| 2017 | 11. | 2.  | 7.  | 1.  | 12. | 7105   | 5.      |
| 2018 | 7.  | 6.  | 3.  | 4.  | 9.  | 6660   | 4.      |